# Pseudophengodes onorei
Pseudophengodes onorei är en skalbaggsart som beskrevs av Wittmer 1996. Pseudophengodes onorei ingår i släktet Pseudophengodes och familjen Phengodidae. Inga underarter finns listade i Catalogue of Life.